# Disporum
Disporum es un género de plantas perennes perteneciente a la familia Asparagaceae. Es originario del lejano este de Rusia hasta Indochina.

La especie tipo es Disporum lanuginosum que se encuentra en las montañas Great Smoky, EUA.
La antigua sección "Prosartes" del género fue trasladada a Prosartes, un género de Liliaceae.

## Especies seleccionadas
- Disporum acuminatissimum
- Disporum acuminatum
- Disporum austrosinense
- Disporum bodinieri
- Disporum brachystemon
- Disporum cahnae
- Disporum calcaratum
- Disporum canadense
- Disporum cantoniense
- Disporum flaven
- Disporum lanuginosum
- Disporum maculatum
- Disporum smithii